# Giornali svizzeri
Lista dei giornali pubblicati in Svizzera

## Quotidiani

### Quotidiani in italiano
- Corriere del Ticino
- LaRegioneTicino

### Quotidiani gratuiti in italiano
- 20 Minuti

### Quotidiani in francese
- 24 Heures
- L'Agefi
- Le Courrier
- La Côte
- L'Express (Neuchâtel)
- L'Impartial
- Le Journal du Jura
- La Liberté
- Le Matin
- Le Nouvelliste (Sion)
- Le Quotidien jurassien
- Le Temps
- La Tribune de Genève

### Quotidiani gratuiti in francese
- 20 Minutes
- Le Matin Bleu

### Quotidiani in tedesco
- 20 Minuten
- Aargauer Tagblatt
- Aargauer Zeitung
- Badener Tagblatt
- Appenzeller Zeitung
- Basler Zeitung
- Berner Oberländer
- Berner Zeitung
- Bieler Tagblatt
- Blick
- Bote der Urschweiz
- Der Bund
- Freiburger Nachrichten
- Grenchner Tagblatt
- heute
- Der Landbote
- Mittelland Zeitung
- Neues Bülacher Tagblatt
- Neue Luzerner Zeitung
- Neue Zürcher Zeitung
- Schaffhauser Nachrichten
- St. Galler Tagblatt
- Solothurner Zeitung
- Die Südostschweiz
- Tages Anzeiger
- Thurgauer Zeitung
- Walliser Bote
- Zofinger Tagblatt
- Zürcher Oberländer
- Zürichsee-Zeitung

### Quotidiani gratuiti in tedesco
- 20 Minuten

## Settimanali

### Settimanali in italiano
- La Pagina
- L'informatore
- Agricoltore Ticinese
- Area (settimanale)
- Extra (settimanale)
- Il Paese (settimanale)
- Rivista di Lugano
- Ticino 7
- L'Eco-Tele7 (settimanale)

### Settimanali gratuiti in italiano
- Azione (settimanale)
- Cooperazione (settimanale)
- Il Caffè della Domenica
- Il Mattino della Domenica
- Touring (settimanale)

### Settimanali in francese
- Agri
- Bilan (magazine)
- La Broye
- Confédéré, Martigny
- Courrier de la Vallée de Tavannes
- Courrier Neuchâtelois
- Domaine public
- Echo Magazine
- L'Echo rollois
- Entreprise romande
- L'Evénement syndical
- Fémina
- Le Franc-Montagnard
- Gauchebdo
- La Gazette
- La Gazette de Martigny / Journal de Martigny
- L'Hebdo (Suisse)
- Horizons et débats
- L'Illustré
- Le Journal de Morges
- Journal de Sierre et du Valais central
- Le Jura libre
- Le Lac
- L'Omnibus, journal de la région d'Orbe
- La Région Nord vaudois
- Le Régional
- Le Républicain
- Micro Journal
- Revue automobile
- Sept.info
- télétop
- Terre & Nature
- TV8
- Vevey Hebdo
- Vigousse

### Settimanali gratuiti in francese
- Arc Hebdo
- Coopération
- La Gazette de la région
- Genève Home Informations
- Lausanne Cités
- Migros Magazine
- Touring
- Tout l'Immobilier
- Tout l'Emploi
- The Week New

### Settimanali gratuiti bilingue
- Biel/Bienne (journal)

### Settimanali in tedesco
- Aarauer Nachrichten
- Aargauer Rundschau
- Appenzeller Rundschau
- Automobil Revue
- Berner Bär
- Bilanz
- Bodensee Nachrichten
- Bündenr Nachrichten
- Burgdorfer Tagblatt
- Cash
- Facts
- Fridolin
- Glücks Post
- HandelsZeitung
- hotel + tourisme revue
- Idea Schweiz
- Kreuzlinger Nachrichten
- Le Lac
- Luzerner Rundschau
- Moto Sport Schweiz
- Der Murtenbieter
- Nachrichten für das Limmattal
- Neue Oltner Zeitung
- NZZ am Sonntag
- Oberthurgauer Nachrichten
- Rheintaler Bote
- RZ Oberwallis
- St. Galler Nachrichten
- Sonntagsblick
- Schweizer Familie
- Schweizer Bauer
- Schweizer Illustrierte
- Schwyzer Woche
- Sonntags Zeitung
- Tele
- Thurgauer Nachrichten
- Touring
- Die Weltwoche
- Die Wochenzeitung
- Zeit-Fragen

### Settimanali gratuiti in tedesco
- Coopzeitung
- Migros Magazin

### Bi-settimanali in tedesco
- Davoser Zeitung
- Finanz und Wirtschaft
- Jungfrau Zeitung
- Willisauer Bote

### Tri-settimanali in francese
- La Gruyère

### Tri-settimanali in tedesco
- Tessiner Zeitung

## Bimensili

### Bimensili in francese
- La Nation
- L'Objectif
- Journal pour le transport international
- Tracés

### Bimensili in tedesco
- Der Schweizerische Beobachter
- Civitas
- foto intern
- Gesundheit Sprechstunde
- Internationalen Transport Zeitschrift
- KMU Magazin
- Schweizerzeit

## Mensili

### Mensili in italiano
- Ferien Journal
- Illustrazione Ticinese
- Ticino Management

### Mensili in francese
- 7sky
- Animan
- Avant première
- Bâtir
- Betty Bossi
- Bon à savoir
- Le Cavalier romand
- Choisir
- Générations
- Edelweiss
- L'Emilie
- IB Com
- Le Marché suisse des machines
- Market Magazine
- Le Menu
- Pages de gauche
- Passé Simple
- Patrons
- PME Magazine
- La Revue militaire suisse
- La Revue polytechnique
- La Salamandre
- Scènes Magazine
- Top Hockey
- Top Football
- Tout Compte Fait
- La Vie protestante

### Mensili in tedesco
- anthrazit
- Aktuelle Technik
- Betty Bossi
- Bolero
- Du
- Faces
- Ferien Journal
- Home Electronic
- Jagd & Natur
- Le Menu
- Marketing & Kommunikation
- media Trend Journal
- Natürlich
- Nebelspalter
- Schweizer Monatsheft
- Sport Magazin
- WirEltern

## Bimestrali

### Bimestrali in italiano
- La Città (bimestrale)
- La  Rivista del Mendrisiotto, bimestrale illustrato del Mendrisiotto e Basso Ceresio

### Bimestrali in francese
- Banque & Finance
- Heure Suisse
- Hors Ligne
- LaRevueDurable
- Nautisme romand
- Newland
- Prestige Immobilier
- La Salamandre (revue)
- Le Souffleur
- Suisses à l'étranger Suisse Magazine / Messager Suisse

### Bimestrali in tedesco
- Bauernzeitung

## Trimestrali

### Trimestrali in francese
- 100 Frontières
- Affaires publiques
- Défis
- Le libre penseur

### Trimestrali in tedesco
- Annabelle
- Zeitlupe

## Semestrali

### Semestrali in francese
- Le Guide du Léman
- Presse et Communication

## Giornali scomparsi

### Giornali in italiano
- Falce e Martello
- Gazzetta Ticinese
- Il dovere
- Il Fascista Svizzero
- Il Quotidiano (quotidiano)
- Libera Stampa
- Popolo e Libertà

### Giornali in francese
- Dimanche.ch
- Gazette de Lausanne
- Journal de Genève
- Le Jura Bernois
- Le Démocrate
- Le Pays (Jura)
- Le Temps stratégique
- Le Réveil anarchiste
- Le Journal du Valais
- Nouveau Quotidien
- Le Portable
- La Sentinelle
- La Suisse

### Settimanali in francese
- Les Faits
- Saturne